# 朱聪 (南宋)
朱聪（？—？）是南宋初期的海盗首领，后接受招安，成为南宋水军统领。
南宋绍兴五年（1135年）正月，福建海盗首领朱聪率领的船队进犯泉州。随后，朱聪率领200余人、30余艘海船航行至广南东路，进入广东诸县劫掠。至八月，朱聪的队伍迅速发展到数万人。广南地方向朝廷告急，宋高宗下诏，命福建路和广南西路的帅司采取措施招安或抓捕朱聪。在几路官军的围剿中，朱聪作战失利，被迫投降，被宋高宗任命为水军统领。